# Anna Dąbrowska (aktorka)
Anna Dąbrowska (ur. 1975 w Piasecznie) – polska aktorka teatralna.

## Życiorys
Jest absolwentką Psychologii na Uniwersytecie Warszawskim, a także podyplomowych studiów Dyplomacja Kulturalna (Collegium Civitas) i Relaksacja i Joga (AWF Warszawa).
Od 2001 roku jest aktorką Ośrodka Praktyk Teatralnych Gardzienice, gdzie po ukończeniu II Akademii Praktyk Teatralnych weszła do obsady sztuki Metamorfozy, następnie Elektry i kolejnych spektakli w reż. Włodzimierza Staniewskiego. Śpiewała w gardzienickiej Orkiestrze Antycznej (prow. T. Rodowicz i M. Rychły).
Prowadzi zajęcia w Akademii Praktyk Teatralnych, warsztaty teatralne i współpracuje z organizacjami pozarządowymi w programach kulturalnych i społecznych (teatr, muzyka, promocja zdrowia, art-coaching).
Działa w Fundacji Sztuki Marebito, gdzie realizowała spektakle i współtworzyła 3-letni projekt Europe as Moving Cultures (2011-13), którego zwieńczeniem było Forum i Festiwal Dobrych Praktyk.
W 2007 roku otrzymała Nagrodę Kulturalną Województwa Lubelskiego, a w 2017 – Nagrodę Prezydenta Miasta Lublin.

## Role teatralne
- Jasełka w reżyserii Huberta Bielawskiego (Pastuch)
- Wielki Bieg w reżyserii Huberta Bielawskiego – (wokalistka/tancerka) Klub Piosenki Literackiej
- Słuchając Gershwina w reżyserii Huberta Bielawskiego i chor. Hanny Kosiewicz – (wokalistka/tancerka)
- Metamorfozy (Apulejusz) w reżyserii Włodzimierza Staniewskiego, Ośrodek Praktyk Teatralnych Gardzienice (Menada)
- Sceny z „Umarłej klasy” (Tadeusz Kantor) w reżyserii Krzysztofa Miklaszewskiego, Ośrodek Praktyk Teatralnych Gardzienice (Nieobecna)
- Ho Galatan – w reżyserii Tomasza Rodowicza, Jima Ennisa i Jassici Cohen (OPT Gardzienice i Earthfall Dance Company)
- Elektra (Eurypides) w reżyserii Włodzimierza Staniewskiego (Klitajmestra)[2].

- Ifigenia w Aulidzie (Eurypides) w reżyserii Włodzimierza Staniewskiego – (Przewodniczka Chóru / Sługa)[3].
- Ifigenia w T... (Eurypides) w reżyserii Włodzimierza Staniewskiego (Atena)
- Tagore... Szkice sceniczne w reżyserii Włodzimierza Staniewskiego
- Oratorium Pytyjskie w reżyserii Włodzimierza Staniewskiego
- WESELE Wyspiański-Malczewski-Konieczny w reżyserii Włodzimierza Staniewskiego (Hetman / Radczyni)

## Realizacje sceniczne
- Tryton, opieka art. George Blaschke (taniec)
- Kołysząc nieskończoność, reż. Małgorzata Szyszka (taniec i art-coaching)
- Wyjście Awaryjne (Miró/Schaeffer), spektakl taneczno-wizualny z muzyką Indii Czajkowskiej i scenografią Magdaleny Brzeskiej (taniec i art-coaching)
- Przemiana wg F. Kafki, reż. Affan Fatih Öztürk (art-coaching)